# صيدلي استشاري
الصيدلي الاستشاري هو الصيدلي ذات الخبرة والمتخصص في تقديم مشورة بشأن استخدام الأدوية أو تقديم خدمات صيدلانية للمؤسسات الطبية والممارسين الطبيين والمرضى. والمبدأ الأساسي في الصيدلة الاستشارية هو مصطلح الرعاية الصيدلانية الذي استحدثه هيبلر وستراند (Hepler and Strand) عام 1990م.

## مهام الصيدلي الاستشاري

### في الولايات المتحدة الأمريكية
في الولايات المتحدة، الصيدلي الاستشاري يركز على استعراض وإدارة النظام العلاجي الدوائي للمرضى وتحديدًا المرضى الموجودين في أوساط مؤسسية، مثل بيوت التمريض ويتأكد من أن أدوية مرضاه مناسبة، فعالة، آمنة قدر الإمكان ومستخدمة بشكل صحيح. وعليه أن يتعرف على أي مشكلة متعلقة بالأدوية والتي من الممكن أن تتداخل مع أهداف العلاج ويحلها ويمنعها.

### في المملكة المتحدة
تعريف هيئة الخدمات الصحية الوطنية (NHS) للصيدلي الاستشاري في المملكة المتحدة هو أنه: صيدلي له دور متقدم في رعاية المرضى، والبحث العلمي والحصول على درجة علمية في مجال طبي محدد أو مجال تطبيقي معين.
أصدرت وزارة الصحة في إنجلترا كتاب توجيهي (guidance) عام 2005 ميلادي الذي وصفت فيه دور الصيدلي الاستشاري والذي يختلف عن الأدوار الأخرى للصيدلي في إنجلترا وخارجها. وتهدف هذه المنشورات إلى ابتكار وظائف جديدة تساعد في تحسين رعاية المرضى مع الإبقاء على التفوق السريري داخل هيئة الخدمات الصحية الوطنية وتعزيز القيادة المهنية، وقد تم استحداث هذه الوظائف لتوفير ارتباط بين الممارسة السريرية وتطوير الخدمات لدعم نماذج جديدة لتقديم الرعاية للمرضى ولقب الصيدلي الاستشاري يجب أن يطبق فقط على الوظائف المرخصة التي تتطابق مع المبادئ المنصوص عليها في الكتاب التوجيهي، وهي أربع وظائف رئيسة:
1. الممارسة والخبرة، لضمان أن أعلى الخبرات الصيدلانية متوفرة لهؤلاء المرضى، وتحقيق أفضل استفادة من المهارات الصيدلانية العالية في الرعاية الصحية.
2. البحث، والتقييم وتنمية الخدمة، يلعبون دورًا مهمًا في تلبية الاحتياجات لزيادة القدرات البحثية ولتطوير القوى العاملة المدركة لأهمية البحث وكذلك يساهمون في مراجعة وتقييم الخدمة.
3. التعليم والتوجيه والإشراف على الممارسة التي لها دور واضح في العمل مع مؤسسات التعليم العالي، والتدريس في مجالهم لتعزيز الروابط بين الممارسة والهيئات المهنية ومؤسسات التعليم العالي.
4. القيادة المهنية، الصيادلة الاستشاريون سيطورون ويتعرفون على أفضل ممارسة عمل مع الممارسين المتقدمين، والمدراء الفنيين للخدمات الصيدلانية، وغيرهم من المختصين في المجال الصحي لتحقيق نتائج ناجحة. ويُكونون مصادرا معترف بها للخبرة، ويساهمون في تطوير استراتيجيات الخدمة، والتي تقود إلى تغيير في الخدمة الصحية والاجتماعية.

كتاب التوجيهات يوصي بعدم منح لقب الصيدلي الاستشاري للأشخاص المبتكرين والعاملين بجد، ولكن يعطى لأولئك الأشخاص الذين تتوفر لديهم الكفاءات المطلوبة لهذا المنصب. وفي هيئة الخدمات الصحية تم استحداث وظائف وتمت الموافقة عليها من قبل السلطات الصحية الإستراتيجية.
متطلبات الكفاءة للصيدلي الاستشاري يتم رسمها عن طريق إطار مستوى الكفاءات المتقدم والاستشاري الذي تم تصميمه عن طريق مجموعة تقييم وتطوير الكفاءات (the Competency Development and Evaluation Group) (CoDEG راجع www.codeg.org) الذي ينقسم إلى ست مجموعات (كفاءات). وأصحاب الوظائف مطلوب أن يمثلوا التالي:
1. أغلبية الكفاءات في كل ممارسة مهنية، وبناء علاقات عمل ومجموعات قيادة على أعلى مستوى.
2. أغلبية الكفاءات في كل من الإدارة، والتعليم، والتدريب والتطوير والبحث ومجموعات التقييم في المرحلة المتوسطة.

هناك عمل يجري حاليًا لعمل روابط واضحة بين إطار الكفاءات وإطار هيئة الخدمات الصحية للمعرفة والمهارات.
دور الصيدلي الاستشاري في هيئة الخدمات الصحية في تطور وعلى الرغم من أن العديد من الوظائف مبنية على الممارسات في المستشفى، إلا أن الدور يتطور في الرعاية الأولية.

## وصلات خارجية
- American Society of Consultant Pharmacists
- Australian Association of Consultant Pharmacy